# Shikabala
Mahmoud Abdel Razek Hassan Fadlallah (arabe : محمود عبد الرازق حسن), plus connu sous le nom de Shikabala (arabe : شيكابالا), est un footballeur international égyptien né le 5 mars 1986 à Assouan.

## Carrière
Shikabala commence sa carrière au Zamalek où il inscrit son premier but à seulement 16 ans. Il est également un ancien joueur du club grec du PAOK Salonique. Il est contraint de retourner en Égypte pour effectuer son service militaire. Il choisit alors de retourner dans son ancien club, le Zamalek SC et devient rapidement la star du club. 
Durant le mercato estival 2012, il rejoint le club émirati d'Al Wasl Dubaï, dans le cadre d'un prêt d'un an, il réalise des performances plus qu’impressionnantes, ce qui lui permet d'être rappelé en sélection.
En mai 2013, l'Olympiakos offre 3,5 millions d'euros pour recruter Shikabala.
Durant l'été 2013, il fait son retour au Zamalek après 15 mois d'absence à la suite de son altercation avec Hassan Shehata. Un joli retour puisqu'il inscrira un but en Ligue des champions de la CAF 2013 et délivrera plusieurs passes décisive.
En finale de la Coupe d'Égypte 2013, il inscrit un des trois buts de son équipe et remporte ainsi sa deuxième coupe nationale.
Le 31 janvier 2014, il signe en Europe, au Sporting Clube de Portugal, lors du dernier jour du mercato d'hiver.
Il ne pourra pas jouer la deuxième partie de saison à cause d'une blessure contractée après son arrivée au club, mais il reviendra pour le dernier match en rentrant lors des 15 dernières minutes. Ses dribbles et accélérations feront réagir positivement les supporters présents dans le stade qui attendaient de le voir depuis plusieurs mois. Il inscrit, de l'extérieur du pied, son premier but avec le Sporting le 12 juillet 2014 lors du premier match amical de préparation pour la saison 2014-2015, contre la sélection des Açores (victoire 2 buts à 1) à l'occasion du Trophée Pedro Pauleta.
Il fait partie de la liste des 23 joueurs égyptiens sélectionnés pour disputer la Coupe du monde de 2018 en Russie.

## Palmarès

### Zamalek SC
- Premier League (4): 
  - 2003, 2004, 2021, 2022
- Coupe d'Égypte (6): 
  - 2008, 2013, 2016, 2019, 2021, 2025
- Supercoupe d'Égypte (2):
  - 2017, 2020
- Coupe de la confédération (1): 
  - 2024
- Supercoupe de la CAF (3): 
  - 2003, 2020, 2024
- Coupe arabe des clubs champions (1):
  - 2003
- Supercoupe d'Égypte et d'Arabie saoudite (1):
  - 2003

### En sélection
- Coupe d'Afrique des Nations (1) :
  - 2010
- Coupe du monde de football militaire (1) : 
  - 2005

### Distinctions
- Meilleur buteur du championnat égyptien en 2011 avec 13 buts, à égalité avec Ahmed Abd Al Zaher
- Meilleur joueur en Égypte en 2011